# Amealco
Amealco es la cabecera del municipio homónimo, está localizada al sur del estado de Querétaro y muy cerca del municipio de San Juan del Río. Fue declarada como Pueblo Mágico.

## Toponimia
La palabra Amealco es una voz náhuatl, Ameyalco o Ameyalli, fuente o manantial, y Co, igual a en. Es decir “en el manantial”. Este significado ha sido interpretado en otro sentido hasta derivar en el de "lugar donde brota el agua de las rocas".

## Geografía
Amealco se encuentra a unos 52 kilómetros al sur de la ciudad de Santiago de Querétaro, la capital del estado, con la cual se comunica a través de la carretera estatal 4 de Querétaro, de la cabecera municipal. Amealco de Bonfil se encuentra aproximadamente a 20 kilómetros al sureste, comunicándose también por carretera, en Ezequiel Montes se enlaza a la carretera Federal 120 que conduce hacia el sur a San Juan del Río y hacia el sur a la Sierra Chincua al sur del estado, hacia Michoacán y posteriormente a Estado de México, hacia el sur la carretera estatal 4 une al pueblo con Huimilpan.

### Clima
Amealco posee un clima semiseco, las lluvias caen principalmente en el verano. La nieve es rara en esta zona, aunque los cerros al noreste de la ciudad se han visto cubiertos con una ligera capa blanca de nieve.
| Parámetros climáticos promedio de Amealco | Parámetros climáticos promedio de Amealco | Parámetros climáticos promedio de Amealco | Parámetros climáticos promedio de Amealco | Parámetros climáticos promedio de Amealco | Parámetros climáticos promedio de Amealco | Parámetros climáticos promedio de Amealco | Parámetros climáticos promedio de Amealco | Parámetros climáticos promedio de Amealco | Parámetros climáticos promedio de Amealco | Parámetros climáticos promedio de Amealco | Parámetros climáticos promedio de Amealco | Parámetros climáticos promedio de Amealco | Parámetros climáticos promedio de Amealco |
| Mes                                       | Ene.                                      | Feb.                                      | Mar.                                      | Abr.                                      | May.                                      | Jun.                                      | Jul.                                      | Ago.                                      | Sep.                                      | Oct.                                      | Nov.                                      | Dic.                                      | Anual                                     |
| ----------------------------------------- | ----------------------------------------- | ----------------------------------------- | ----------------------------------------- | ----------------------------------------- | ----------------------------------------- | ----------------------------------------- | ----------------------------------------- | ----------------------------------------- | ----------------------------------------- | ----------------------------------------- | ----------------------------------------- | ----------------------------------------- | ----------------------------------------- |
| Temp. máx. abs. (°C)                      | 29.5                                      | 31                                        | 33                                        | 35.3                                      | 41                                        | 37                                        | 35                                        | 31.7                                      | 32.2                                      | 31                                        | 30                                        | 29                                        | 41                                        |
| Temp. máx. media (°C)                     | 23.5                                      | 25.4                                      | 28.8                                      | 32                                        | 36                                        | 32                                        | 31                                        | 31                                        | 29                                        | 25.5                                      | 26                                        | 23.2                                      | 36                                        |
| Temp. media (°C)                          | 17.2                                      | 16.2                                      | 19.1                                      | 19.5                                      | 20.5                                      | 21.3                                      | 20.6                                      | 20.7                                      | 18.3                                      | 18.4                                      | 18.6                                      | 15.5                                      | 17.2                                      |
| Temp. mín. media (°C)                     | 8.1                                       | 6.8                                       | 8.2                                       | 11                                        | 13                                        | 14                                        | 15                                        | 14                                        | 13                                        | 11                                        | 9                                         | 4.7                                       | 4.7                                       |
| Temp. mín. abs. (°C)                      | -10.6                                     | -5.1                                      | -0.7                                      | 2.6                                       | 5.2                                       | 5.5                                       | 4.0                                       | 8.1                                       | 4.5                                       | 2.3                                       | -0.5                                      | -2.0                                      | -10.6                                     |
| Precipitación total (mm)                  | 0.8                                       | 15                                        | 21                                        | 38                                        | 80                                        | 140                                       | 130                                       | 121                                       | 132                                       | 73                                        | 19                                        | 11                                        | 780                                       |
| [cita requerida]                          |                                           |                                           |                                           |                                           |                                           |                                           |                                           |                                           |                                           |                                           |                                           |                                           |                                           |

## Turismo

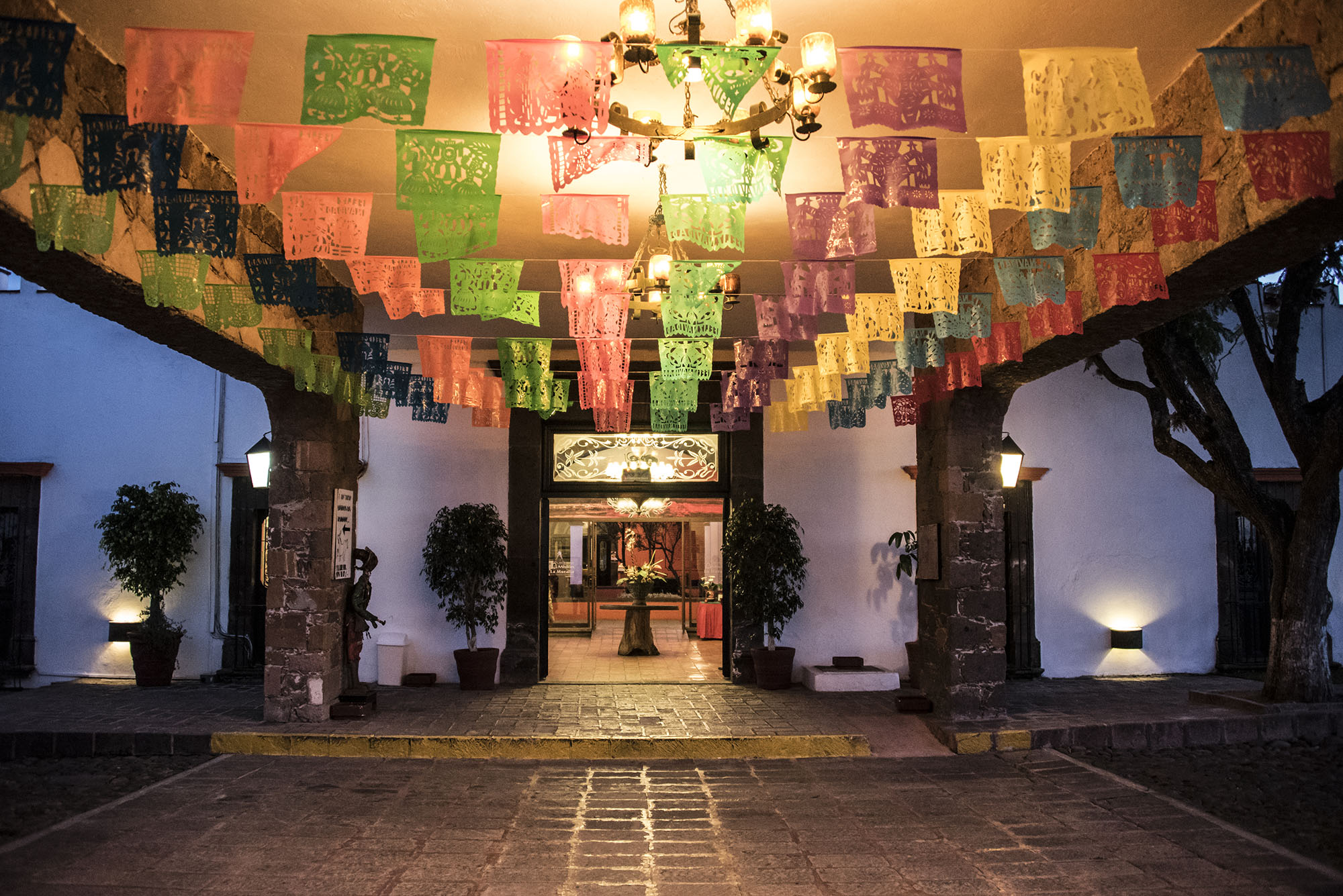
278.958x278.958px

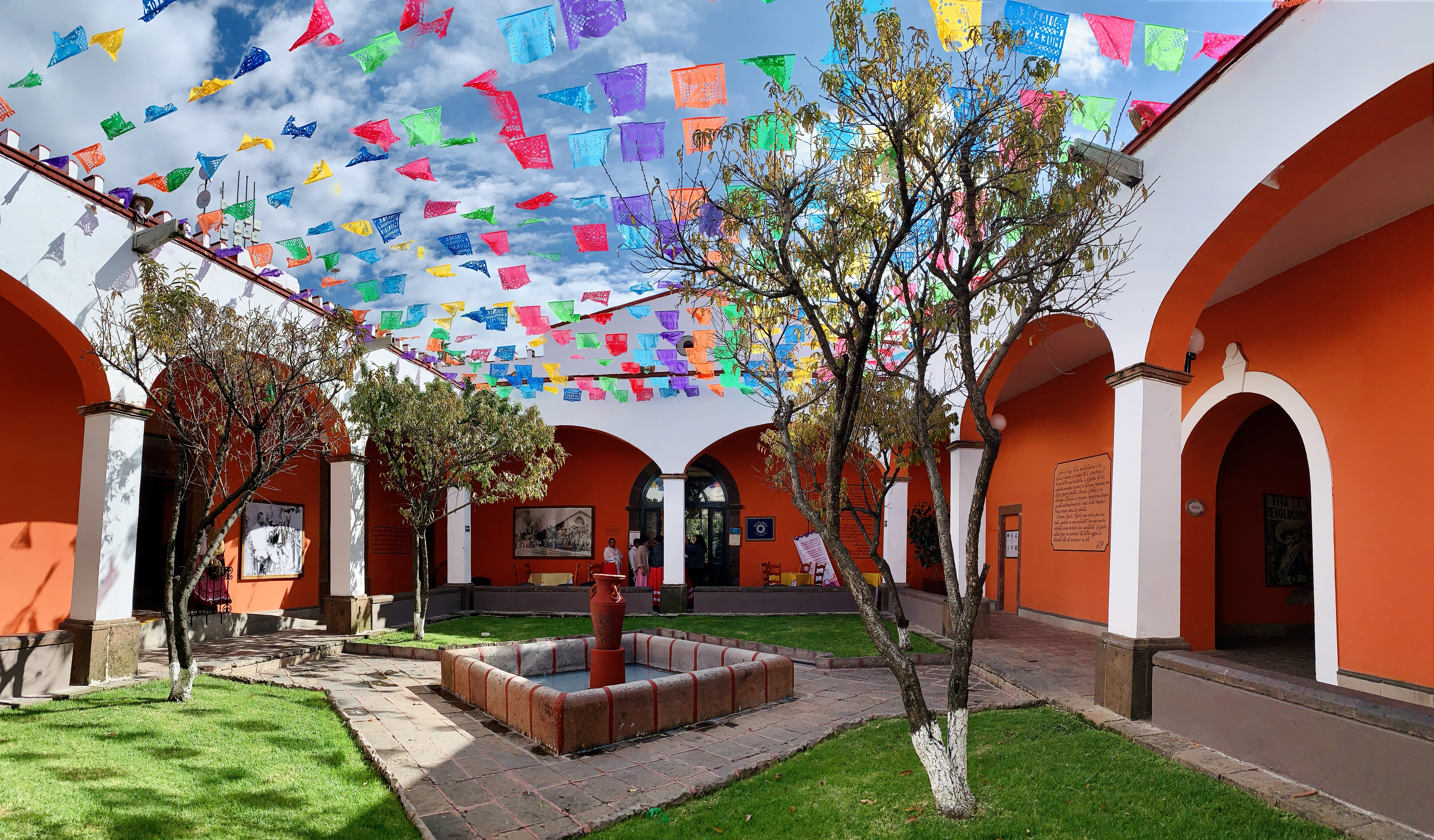
Interior Hacienda la Muralla, Amealco

A partir del 11 de octubre de 2018, Amealco fue declarado pueblo mágico. Hoy por hoy, considerado la capital de la Muñeca Otomí, una artesanía, legado de ancestros que resguarda la tradición, cultura y memoria de nuestra niñez. Para las niñas otomíes, la muñeca artesanal es el juguete favorito y como artesanía, es uno de los símbolos más representativos de la tradición mexicana.
Tienen su origen en las manos artesanas de las mujeres otomíes asentadas en el municipio de Amealco de Bonfil se han vuelto tan populares que se pueden conseguir en muchos puntos turísticos del país y tiendas seleccionadas en el extranjero, donde son consideradas un objeto de colección. Confeccionadas con tela de popelina y coloridos listones, su producción artesanal puede tardar de uno o dos días para las piezas chicas y hasta seis días para las más grandes.
En el Museo de la Muñeca se exhiben estas obras de arte características del municipio. Así mismo en el museo se pueden admirar muñecas de 18 estados de la República hechas de distintos materiales como tela, madera, cartón, papel y hasta metal. La Casa de las Artesanías se ubica a un costado de la oficina de Turismo. Además de las muñecas otomíes podrás encontrar bordados y tejidos en prendas, manteles o servilletas coloridas.
Hay varios sitios para acampar, destacando la Barranca de Amealco y la Laguna de Servín, un área boscosa.

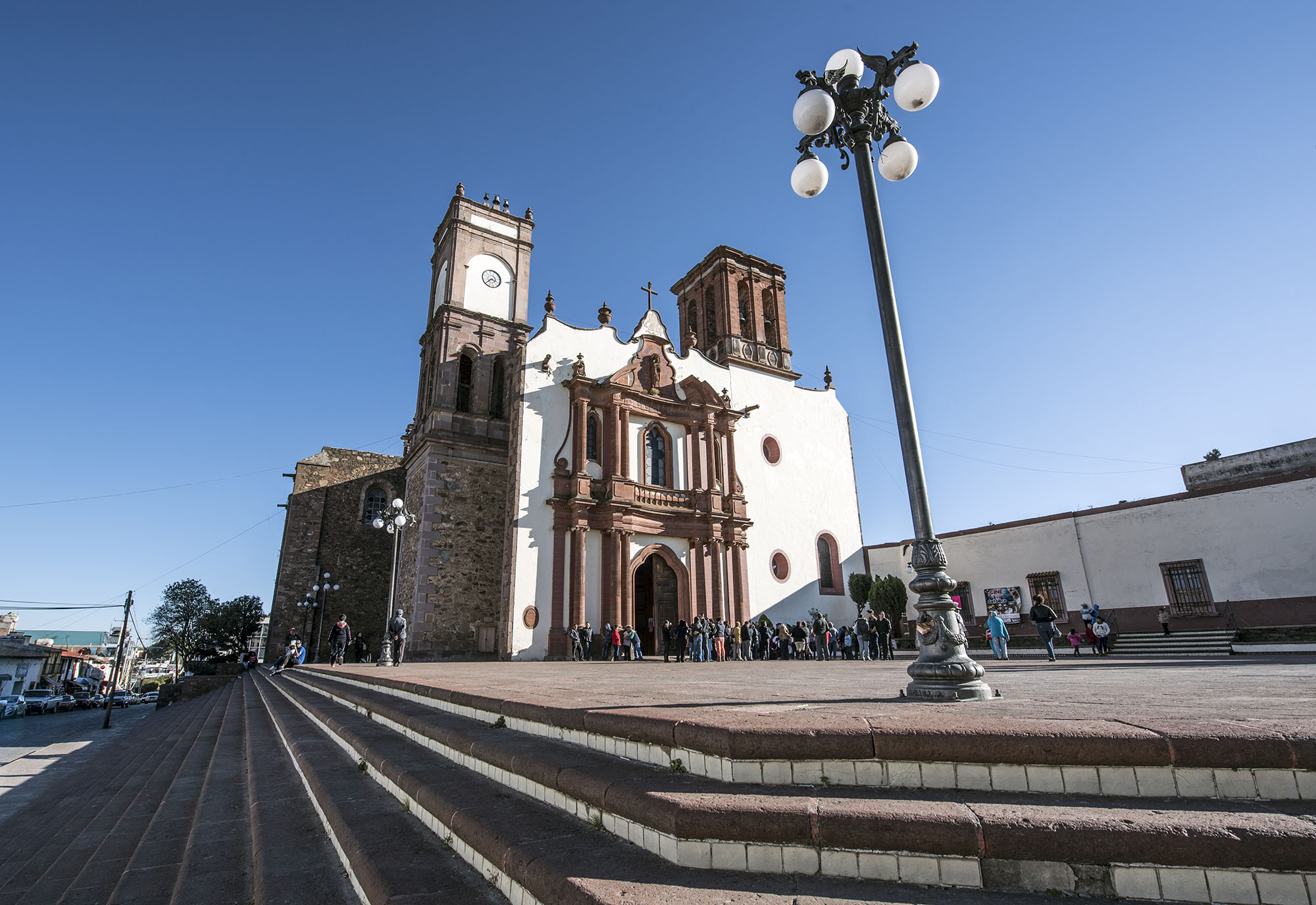
Parroquia de Santa María

Existen varias comunidades otomíes o ñañhú como San Ildefonso Tultepec, San Miguel Dehetí, San Jose Ithó, San Pedro Tenango, San Miguel Tlaxcaltepec y Santiago Mexquititlán donde se conservan muchas tradiciones, fabrican artesanías y alfarería.
En La Muralla, se encuentra el primer hotel temático de México: en sus amplias áreas verdes se recrean escenas de la Revolución Mexicana, con vestimenta, canciones de la época y fogatas.

Amealco se distingue ahora por su arquitectura y entre los edificios más visitados se encuentra el templo de Santa María Amealco, uno de los más grandes y bellos del estado de Querétaro. Este templo es relativamente nuevo, puesto que se construyó a finales del siglo XIX y principios del siglo XX. Su fachada y retablos son de estilo neoclásico y de belleza impresionante: cuenta con una campana llamada "Consagrada", la cual sólo se toca los domingos para llamar a misa de 10:00 de la mañana o en festividades muy especiales, tiene una gran dimensión y aseguran que una de sus aleaciones es de oro.

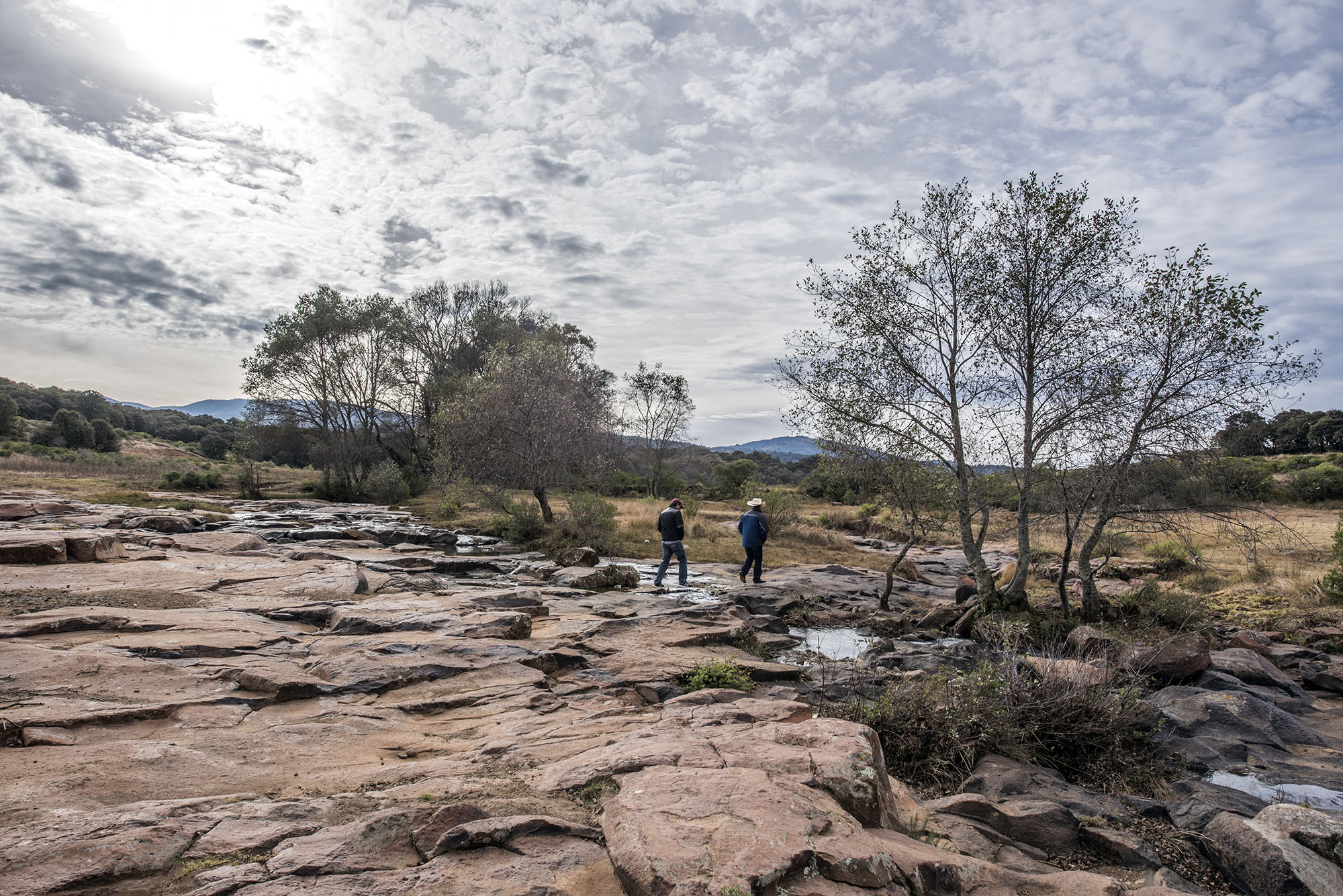
Ecoturismo en Amealco

Recorrer la cabecera municipal será una experiencia única pues está inmerso en un ambiente tranquilo pero a la vez lleno de vida y cultura. Se pueden visitar las plazas y conocer la gastronomía local en el Mercado Municipal: carnitas, barbacoa de borrego, o mole de guajolote, platillo típico de los amealcenses que, además, se ofrece cada martes en diferentes locales del municipio.
Si te gusta montar bicicleta de montaña, el Cerro de los Gallos es el lugar indicado. Te esperan árboles, senderos y muchos otros obstáculos. Aprovecha la frescura de las mañanas para sentir el olor de las hojas de los árboles y para observar el brillo del rocío que queda al pedalear.
A unos minutos antes de llegar Amealco (por la carretera Amealco-Santa Lucía), nos encontramos este bello lugar llamado La Palizada, lleno de una linda vegetación, ideal para disfrutar un día de campo familiar.
Las exhacienda de San Nicólas de la Torre data del año 1730, era un territorio que comprendía desde la torre que está cerca de Chitejé del Garabato por el poniente y los ejidos de San Miguel Tlaxcaltepec con todos sus barrios, hasta La Piedad, pasando por Santiago Mexquititlán.
El cuisillo es una zona arqueológica que se ubica en el cerro del Gallo en San Ildefonso Tultepec.
El santuario de la Preciosa Sangre de Cristo, que data de los siglos XVI O XVII, se venera a un Cristo llamado La preciosa Sangre de Cristo. Esta imagen, para muchas personas resulta ser muy milagrosa, se le conoce como el abogado del buen temporal y el santo protector de las mujeres próximas a dar a luz.

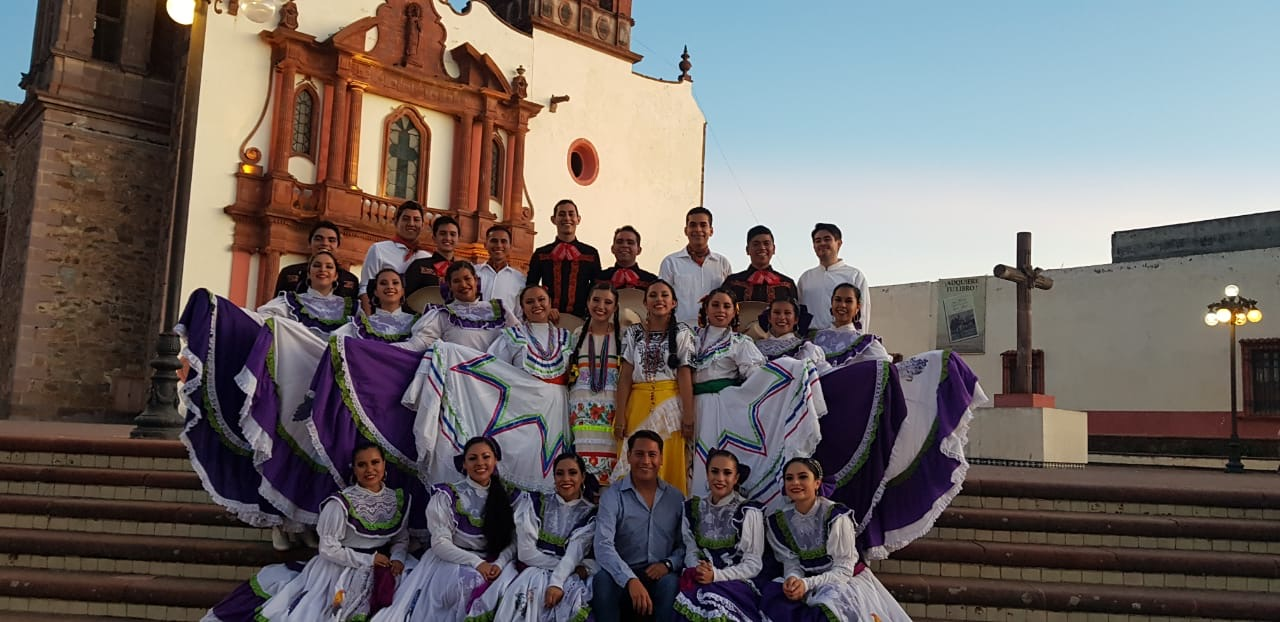
Baile en Amealco

Una de las majestuosidades que están en este bello municipio, es la Cascada de la Concepción, ubicada sobre la carretera Aculco-Amealco a 10 kilómetros de la cabecera municipal, en un paisaje rocoso resalta entre una barranca, una hermosa cascada que se nutre de las aguas de la presa Ñadó y corre sobre una calzada de columnas basálticas. En verano, el caudal hace de esta caída algo realmente impresionante, llega a alcanzar más de 25 metros de altura.